# 大頭樸麗魚
大頭樸麗魚（学名：Haplochromis macrocephalus）為輻鰭魚綱鱸形目隆頭魚亞目慈鯛科的其中一種，其种加词“macrocephalus”意为“大头的”。被IUCN列為易危保育類動物，分布於非洲維多利亞湖Mwanza及Speke灣流域，體長可達10.6公分，棲息在陡峭的岩石底質水域，屬雜食性，以昆蟲、海綿、浮游生物、有機碎屑等為食，生活習性不明。